# 玛格丽·肯普
玛格丽·肯普( 約1373年—1438年後）是一位英国基督教神秘主義者，她受到普世聖公宗人士的尊崇，但並未被天主教會封為圣人。她寫過一本英文自傳，並且到處在歐洲朝聖。